# 贝弗莉·班布里奇
贝弗莉·班布里奇（英語：Beverley Bainbridge，1940年1月28日—2016年5月9日），澳大利亚女子游泳运动员。她曾代表澳大利亚参加1958年英联邦运动会游泳比赛，获得一枚金牌和一枚银牌。